# Daphnia nivalis
Daphnia nivalis é uma espécie de crustáceo da família Daphniidae.
É endémica da Austrália.